# Nâzım Hikmet

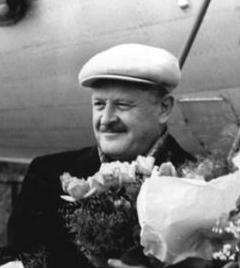
Nazım Hikmet, 1952

Nâzım Hikmet Ran, född 20 januari 1902 i Saloniki, död 3 juni 1963 i Moskva, var en turkisk författare.
Hikmet var en socialist och engagerade sig i den leninistiska revolutionen. 1922-1928 studerade han sociologi i Moskva. Åter i Turkiet drabbades han av flera domar för politisk verksamhet och högförräderi. Han satt fängslad i Bursa åren 1937-1950. 1951 flydde han till Sovjetunionen. Hans dikter präglas till största delen av humanistisk kärlek och mänskliga rättigheter.